# Cebuanospråkiga Wikipedia
Cebuanospråkiga Wikipedia (cebuano: Wikipedya sa Sinugboanon) är den cebuanospråkiga upplagan av Wikipedias fria uppslagsverk online. Det innehåller för närvarande 6 116 188 artiklar varav de flesta har skapats av det automatiska programmet Lsjbot, och hade 2024 omkring 30 aktiva användare (användare med > 5 redigeringar).

## Betydelsen i språkområdet
Cebuanospråkiga Wikipedia är det största filippinskspråkiga Wikipedia efter antal artiklar före Waray-waray-språkiga Wikipedia och Tagalog-språkiga Wikipedia (som från början av 2021 hade cirka 1,2 respektive 60 000 artiklar).
Cebuano är det näst mest talade språket på Filippinerna med cirka 20 miljoner talare. Cebuanospråkiga Wikipedia påstår sig vara den enda encyklopedin på detta språk.
Cebuanospråkiga Wikipedia verkar dock inte användas i stor utsträckning på Filippinerna. Från och med mars 2021 riktades 90% av Wikipedia-bidragen från landet till engelskspråkiga Wikipedia, 5% gick till Tagalog och 3% till ryskspråkiga Wikipedia. Cirka 30% av de Cebuanospråkiga Wikipediabidragen kommer från Kina, 22% från USA och endast 11% från Filippinerna (ungefär samma antal som från Frankrike).

## Historia och tillväxt av artiklar
Cebuanospråkiga Wikipedia lanserades i juni 2005. I januari 2006 skapades 1 000 artiklar, medan det i november 2006 fanns 1 400 artiklar. I slutet av 2006 och 2007 skapade bottar cirka tiotusen artiklar om kommuner i Frankrike.
I slutet av 2012 ökade antalet artiklar till cirka 30 000. I december 2012 började Lsjbot skapa artiklar. Som ett resultat ökade antalet artiklar dramatiskt 2013, och från februari till december 2013 ökade antalet artiklar nio gånger. I slutet av 2015 hade cirka 99 procent av de då 1,4 miljoner artiklarna skapats av bottar, däribland cirka 25 000 artiklar om orter och resten av artiklar om levande varelser av Lsjbot. Sedan Lsjbot slutade medverka på svenskspråkiga Wikipedia är botten fortfarande verksam på cebuanospråkiga Wikipedia.
Den 16 juli 2014 omfattade den cebuanospråkiga Wikipedia en miljon artiklar, vilket gjorde det till det tolfte största Wikipedia. Efter att ha gått förbi spanskspråkiga Wikipedia, italienskspråkiga Wikipedia, ryskspråkiga Wikipedia, franskspråkiga Wikipedia, nederländskspråkiga Wikipedia och tyskspråkiga Wikipedia inom ett och ett halvt år nådde det i februari 2016 två miljoner. Ungefär ett halvår senare nådde det tre miljoner och ytterligare ett halvår senare fyra miljoner. I augusti 2017 skapades den femmiljonte artikeln.
En analys av cebuanospråkiga Wikipedias innehåll på Wikidata i juli 2015 visade att av de då 1,21 miljoner artiklarna handlar 95,8% om levande varelser och biologiska arter (1 160 787) och 3,3% handlar om städer och samhällen (39 420).